# Białoruś w Konkursie Piosenki Eurowizji
Białoruś uczestniczyła w Konkursie Piosenki Eurowizji od 2004 do 2020. Od debiutu do 2020 roku konkursem w kraju zajmowała się Biełteleradyjokampanija (BTRC). 1 lipca 2021 nadawca został wykluczony z Europejskiej Unii Nadawców, co uniemożliwiło udział kraju w konkursie.
Najwyższy wynik dla kraju zdobył Dzmitryj Kałdun, zajmując szóste miejsce z utworem „Work Your Magic” w finale konkursu w 2007.
W 2021 kraj został zdyskwalifikowany z udziału w konkursie, ponieważ dwa zgłoszone przez nadawcę utwory zespołu Galasy ZMesta nie spełniały zasad konkursu.

## Historia Białorusi w Konkursie Piosenki Eurowizji

### Przed debiutem
Białoruski nadawca publiczny Narodowa Państwowa Kompania Radiowo-Telewizyjna Republiki Białorusi (BTRC) była czynnym członkiem Europejskiej Unii Nadawców (EBU) od 1993 do 2021.
W 2002 białoruska telewizja była biernym uczestnikiem Konkursu Piosenki Eurowizji, a w 2003 planowała wystawić swego reprezentanta w konkursie.

### Lata 2004–2009
Pierwszego reprezentanta telewizja wysłała na konkurs w 2004. Ówczesny wiceminister kultury, Uładzimir Ryłatka, zapytany o przyczynę zwłoki w związku z występem na Eurowizji, poinformował o braku odpowiednich funduszy państwa – mieli wpłacić składkę w wysokości ok. 5 tys. dolarów). Reprezentant kraju został wyłoniony poprzez krajowe eliminacje, a listę 59 kandydatów opublikowała pod koniec grudnia gazeta „Sowietskaja Biełorussija”. W styczniu ujawniono listę 15 finalistów, których wyłoniła dziesięcioosobowa komisja sędziowska. Do finału eliminacji zakwalifikowali się: Adelina Pietrasian, duet Alaksandra Kirsanawa i Kanstancin Drapiezo, Iryna Darafiejewa, Maksim Sapaćkou, Natalla Tamieła, Wolha Małczanawa, Natalla Padolska, Alaksandra Hajduk, Palina „Saroka” Smoława, Kaciaryna Kaczyna, „Jana”, Alaksandr Saładucha, Hanna Błahawa, Dzmitryj Starawojtau z zespołem MiLR oraz Janet Buterus. Finał eliminacji odbył się 31 stycznia. Zwyciężył duet Kirsanawa-Drapiezo z utworem „My Galileo”, za którym otrzymali 2 311 głosów telewidzów głosujących poprzez wiadomości SMS oraz stronę internetową telewizyjnego nadawcy. Głosowanie odbyło się z kilkoma problemami technicznymi, w tym z ograniczeniem wysyłania SMS-ów ze względu na dużą liczbę głosujących oraz zablokowaniem witryny internetowej (przeciążenie serwera spowodowało, że przyjęto jedynie ok. 150 głosów). Kontrowersje wzbudziły różniące się od siebie wyniki głosowania telefonicznego, opublikowane na portalu operatora Beltelecom oraz nadawcy radiowego. Według danych na stronie BLC, eliminacje wygrała Podołskaja z liczbą 14,5 tys. głosów, natomiast Radius-FM opublikował listę, na której z wynikiem 2 313 pkt wygrał duet Kirsanawa-Drapiezo. Rozbieżność spowodowana była złym przeliczeniem głosów przez sieć telekomunikacyjną, która niepotrzebnie uznała za ważne głosy wysłane z pododdziału Telecall Info. 6 lutego nadawca wydał oświadczenie w sprawie, w którym za oficjalne uznał wyniki głosowania BTRC. W kwietniu reprezentanci opublikowali oficjalny teledysk do konkursowego utworu. 12 maja wystąpili w półfinale 49. Konkursu Piosenki Eurowizji jako drudzy w kolejności i zajęli ostatecznie 19. miejsce na 22 uczestników, nie kwalifikując się do finału. W trakcie występu mieli na sobie stroje z elementami folkowymi projektu Iwana Ajpłatowa. Materiał, z którego uszyto kostiumy, kosztował ok. 800 tys. rubli. W chórkach zaśpiewali członkowie zespołu Pjesniary: Piotr Jełfimau i Wiaczasłau Szarapau.
Jesienią 2004 telewizja białoruska potwierdziła start w 50. Konkursie Piosenki Eurowizji, ponownie wyłoniła reprezentanta poprzez krajowe eliminacje, do których zgłoszenia trwały do 1 października. Do nadawcy zgłoszono 31 propozycji. Początkowo planowano dopuścić do rywalizacji 15 kompozycji, ostatecznie wyłoniono 13 uczestników eliminacji. Pod koniec grudnia telewidzowie za pomocą głosowania SMS-owego i internetowego wyłonili trzech finalistów selekcji, który zostali: Palina Smoława (z utworem „Smile”), Anżalika Ahurbasz („Boys and Girls”) i Natalia Tamieła („Moja lubow' − sładkij jad”). 1 lutego 2005 odbył się finał eliminacji, w którym komisja jurorska najwyżej oceniła propozycję Ahurbasz. Koncert finałowy transmitowany był przez Internet. Na początku marca telewizja podjęła decyzję o zmianie konkursowego utworu, reprezentantka nagrała dwie nowe piosenki: „Show Me Your Love Honey” Svicy’ego Picki i „Love Me Tonight” duetu Nikos Terzis i Nektarios Tyrakis. Wszystkie trzy kompozycje (wraz z „Boys and Girls”) wysłała telewizji, która zdecydowała, że konkursową propozycją kraju będzie „Love Me Tonight”. Po raz pierwszy w historii konkursu utwór, który wygrał finał narodowych selekcji, został zastąpiony innym. Przed występem w konkursie wyruszyła w trasę koncertową po całej Europie, obejmującą występy w 26 krajach, co zorganizował piosenkarce jej mąż Nikołaj Agurbasz, moskiewski milioner z branży mięsnej. Na kilka dni przed rozegraniem półfinału konkursu białoruska delegacja zorganizowała specjalne przyjęcie promocyjne, na którym pojawili się m.in. niektórzy konkurenci Ahurbasz w konkursie. Swoje wsparcie dla piosenkarki wyrazili m.in. Ałła Pugaczowa oraz Filipp Kirkorow. 18 maja reprezentantka wystąpiła w półfinale konkursu w kreacji moskiewskiego projektanta Walentina Judaszkina; o jej wygląd zadbali też rosyjscy styliści: Siergiej Zwieriew i Ołeksandr Szewczuk. Na scenie towarzyszyła jej grupa baletowa Retsital w choreografii autorstwa Siarhieja Mandryka
Piosenkarkę oraz dwuosobowy chórek. Pełen blichtru występ zapewnił delegacji 67 pkt i 13. miejsce w półfinale, przez co nie zakwalifikowała się do finału. Wyniki spotkały się z oburzeniem w kraju, rozczarowania nie krył m.in. prezydent Alaksandr Łukaszenka, który uważał, że artystka przegrała „niezasłużenie”. Po konkursie przyznał jej tytuł „Zasłużonej Artystki Republiki Białorusi”.
Do udziału w białoruskich eliminacjach do 51. Konkursu Piosenki Eurowizji pt. Road to Eurovision zgłosiło się 73 kandydatów, a komisja jurorska wybrała spośród nich 15 półfinalistów, którymi zostali: Prima-Vera, Janet, Alena Hryszanawa, Gosia Andrzejewicz, Aleksandra Gajduk, Tacciana „Tyana” Putyrska, Dzmitryj Kałdun, Hiunesz Abasawa, Lesia Kodusz, Irina Dorofewa, Palina Smoława, duet Rusłan Muswidas i Swiatłana Wieżnawiec oraz zespoły Dali, Lawony i Litesound. 10 lutego ogłoszono, że do finału zakwalifikowali się Smoława, Griszanowa i Lawony. Zwycięzcę eliminacji wybrali jurorzy w głosowaniu niepublicznych, zwyciężył utwór „Mama” Smoławej. Zwycięską piosenkę napisali Sergiej Sujomlin i Andriej Kostjugow. 18 maja reprezentantka Białorusi wystąpiła z piątym numerem startowym w półfinale Eurowizji, miała na sobie kreację projektu Iwana Ajplatowa. Podczas występu na scenie tańczyła grupa baletowa Siarhieja Epichaua w składzie: Kaciaryna Hałubowicz, Kanstancin Biazmien, Kaciaryna Kudrakowa i Alaksandr Iljin, a wokalnie piosenkarkę wspierała Wolha Zmurszczyk. Występ został oceniony na osiem punktów, przekładając to na zajęcie przedostatniego, 22. miejsca. Wyniki oburzyły białoruskie społeczeństwo, a rządowy dziennik „Respublika” napisał, że reprezentantka „przepadła w konkursie, bo publiczność uwzięła się na nią ze względów politycznych. (...) Dynamicznego występu Paliny Smoławej telewidzowie europejskich krajów nie zauważyli, nie usłyszeli albo (...) nie chcieli usłyszeć, bo gdyby zechcieli, to by docenili”.

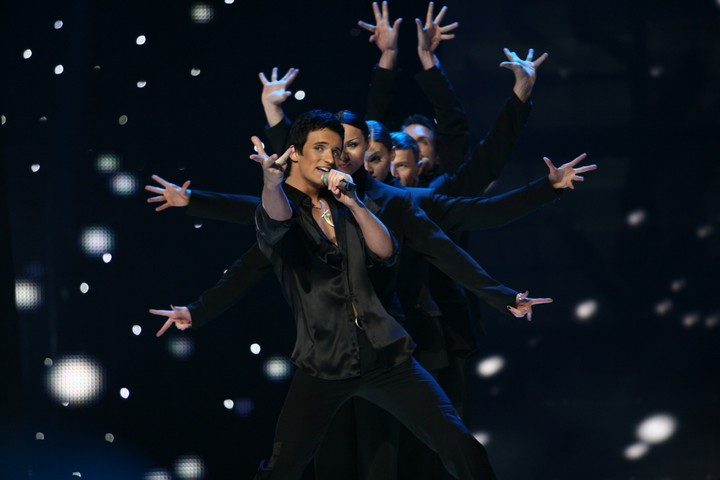
Dzmitryj Kałdun w trakcie występu w 52. Konkursie Piosenki Eurowizji w Helsinkach, maj 2007

Do półfinałów białoruskich preselekcji eurowizyjnych do 52. Konkursu Piosenki Eurowizji EuroFest 2007 komisja sędziowska zakwalifikowała 15 kandydatów. W stawce konkursowej znaleźli się: Diana Ghurckaia, Dzmitryj Kałdun, Lena, Natalla Tamieła, Iryna Jaryna, Wiktar Pszaniczny, Aleh Karpienka, Hanna Szarkunowa, Natalla Łapciewa & XXXLight oraz zespoły Borneo, New Generation, The Project, Dali, Swajaki i Litesound. Dwóch finalistów eliminacji (Kałduna oraz grupę The Project) wybrali telewidzowie, a jednego (Gurcką) – komisja sędziowska. Dzmitryj zmienił jednak swoją półfinałową propozycję „Angieł mieczty” i 22 stycznia w finale EuroFest wykonał piosenkę „Work Your Magic” Karen Kawalerjana i Filipa Kirkorowa. I to temu utworowi sędziowie przyznali pierwsze miejsce. Piosenka stała się jednym z faworytów niektórych przedkonkursowych sondaży i analiz, m.in. za sprawą pełnej rozmachu promocji, jaką zapewniła reprezentantowi białoruska telewizja. W półfinale konkursu, który odbył się 10 maja, Kałdun wystąpił z czwartym numerem startowym i zdobył 176 pkt, awansując do finału z czwartego miejsca. 12 maja utwór „Work Your Magic” zdobył 145 pkt i zajął szóste miejsce, osiągając tym samym najlepszy wynik w historii występów Białorusi w konkursie.

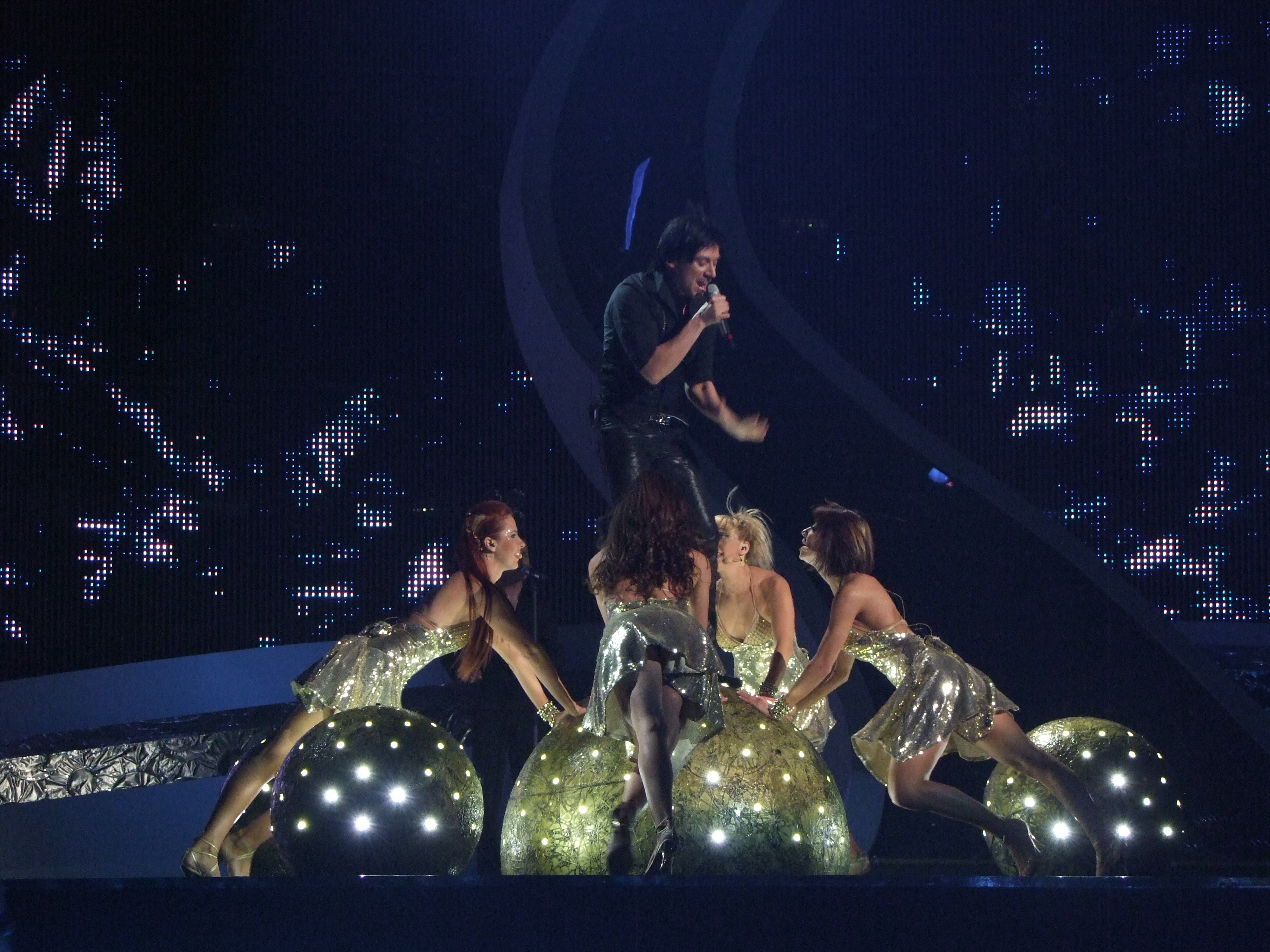
Rusłan Alachno podczas 53. Konkursu Piosenki Eurowizji, maj 2008

W pierwszym etapie selekcji EuroFest 2008 do 53. Konkursu Piosenki Eurowizji komisja sędziowska wybrała kilkanaście najlepszych utworów spośród 116 propozycji, a do półfinału dopuściła 15 wykonawców, który zostali: Rusłan Alachno, Alena Wałoszyna, Julija Husiewa, Aksana Kawaleuska, Wiktar Pszaniczny, Katryn oraz duet Hanna Szarkunowa i Hierman Citou, a także zespoły: Palats, Dali, Litesound, PinCode, Güneş, The Champions, Po Głazam i Skandal. Jurorzy dopuścili do finału trzy grupy: Po Głazam, Litesound i Güneş, a czwartego finalistę – Alachno – wybrali telewidzowie. I to on wygrał 21 stycznia selekcje z utworem „Hasta la vista”. 22 maja wystąpił jako dziewiąty w pierwszym półfinale Eurowizji i zdobył 27 pkt, zajmując 17. miejsce, które nie zapewniało awansu do finału. Reprezentant skomentował wyniki słowami: Nie jest mi wstyd, swój występ uważam za dobry. Nie należy popadać w pesymizm, przecież przede mną całe życie i kolejne konkursy. W tym roku mój kraj zaprezentował się bardzo dobrze. Dziękuję Białorusi – zrobiła dla mnie bardzo wiele podczas tego konkursu.
Do udziału w preselekcjach EuroFest 2009 do 49. Konkursu Piosenki Eurowizji zgłosiło się 126 kandydatów. Komisja sędziowska zakwalifikowała do rundy półfinałowej 15 z nich. Do finału, który odbył się 19 stycznia 2009 awansowało pięciu uczestników: Piotr Jełfimau, Dunesz, zespoły Litesound (feat. Dakota), Wind In The Head oraz Dominica. Eliminacje wygrał Jałfimau z utworem „Eyes That Never Lie”, za który zdobył 11 475 głosów. Choreografię i prezentację sceniczną występu artysty przygotował Janusz Józefowicz. W trakcie konsultacji z polskim choreografem Jałfimowi nie spodobały się jego pomysły i wokalista zrezygnował ze współpracy. Kilka dni później ogłoszono jednak, że Józefowicz przygotuje białoruski występ. Jałfimau wystąpił 12 maja w pierwszym półfinale konkursu jako czwarty w kolejności. Zdobył 25 pkt i zajął ostatecznie 13. miejsce, nie kwalifikując się do finału konkursu. Wynik skomentował m.in. szef delegacji białoruskiej, Alaksandr Martynienka, który stwierdził, że przyczyną porażki Białorusi podczas półfinału był brak charyzmy Piotra Jałfimaua. (...) wokalista swoim występem nie przekazał widzom przesłania, które oni by zrozumieli.

### Lata 2010–2019

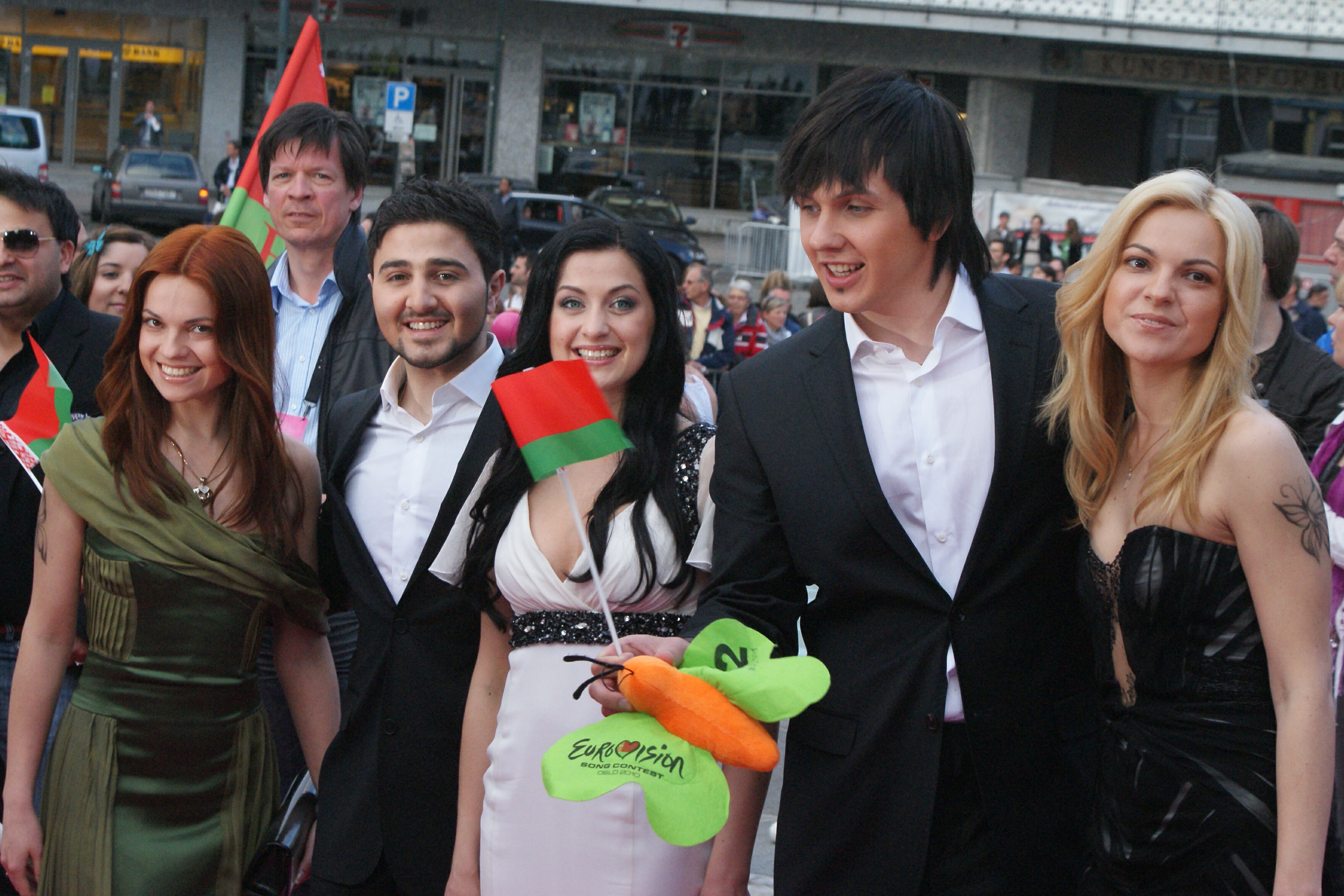
Zespół 3+2 podczas 55. Konkursu Piosenki Eurowizji w Oslo, maj 2010

Przed zorganizowaniem narodowych preselekcji ogłoszono, że stacja BTRC straciła prawa do przeprowadzania eliminacji na rzecz prywatnej telewizji ONT. Okazało się, że nie mogła ona wystawić swojego reprezentanta ze względu na brak członkostwa w Europejskiej Unii Nadawców (EBU). Ostatecznie, BTRC wybrała wewnętrznie zespół 3+2, w którego skład wchodzili: Arciom Miechalenka, Jehijazar Faraszan, Julija Szyszko, Alena i Niniel Karpowicz. Pierwotnie eurowizyjnym utworem miał został „Far Away” Leanida Szyryna i Juryja Waszczuka, jednak pod koniec marca poinformowano o zmianie piosenki na „Butterflies”. 25 maja grupa zaprezentowała singiel w pierwszym półfinale Konkursu Piosenki Eurowizji z szesnastym numerem startowym, w którym zdobyła łącznie 59 pkt i awansowała do finału z dziewiątego miejsca. W finale zespół zdobył za utwór w sumie 18 pkt, zajmując przedostatnie, 24. miejsce w klasyfikacji.
Początkowo reprezentantką Białorusi na 56. Konkursie Piosenki Eurowizji w 2011 miała zostać Iryna Darafiejewa. W lutym telewizja białoruska poinformowała, że w konkursie wystąpi Anastasija Winnikawa z utworem „Born in Belorussia”. Kilka dni później ogłoszono zmianę tekstu i tytułu utworu na „I Am Bellarussian”. Wokalistka złamała jednak regulamin konkursu, wykonując eurowizyjną propozycję przed 1 września 2010. Po raz pierwszy zaśpiewała ją 14 maja 2010 podczas ceremonii organizowanej na Uniwersytecie Lingwistycznym w Mińsku. W marcu zaprezentowano nowy utwór, „I Love Belarus”, który Winnikawa wykonała 12 maja 2011 jako 16. w kolejności startowej podczas drugiego półfinału Eurowizji. Zdobyła 45 pkt, zajmując 14. miejsce, nie awansując tym samym do finału.

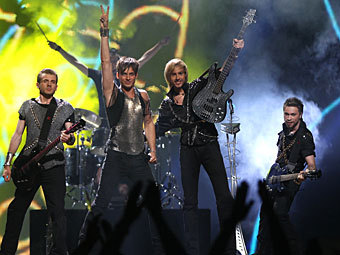
Zespół Litesound podczas występu w 57. Konkursie Piosenki Eurowizji w Baku, maj 2012

Przed konkursem w 2012 telewizja BTRC powróciła do formatu narodowych preselekcji EuroFest. Na początku grudnia ogłoszono 15 półfinalistów, wyłonionych podczas przesłuchań. Do ścisłego finału zakwalifikowało się pięcioro uczestników: Güneş, Wiktoryja Aleszka, Alona Łanska, Uzari oraz zespół Litesound. Ostatnia runda preselekcji miała odbyć się w styczniu 2012, jednak jej datę przesunięto na 14 lutego. Finał EuroFest 2012 wygrała Łanska z piosenką „All My Life”. Dziesięć dni po ogłoszeniu wyników artystka została zdyskwalifikowana z powodu manipulacji głosowaniem SMS-owym. Sprawą zajęła się specjalna komisja pod przewodnictwem prezydenta kraju, Aleksandra Łukaszenki. Nowym reprezentantem kraju został zespół Litesound, który zdobył drugie miejsce podczas preselekcji. W marcu opublikowano nową wersję konkursowej propozycji, którą grupa wykonała 24 maja jako piątą w kolejności w drugim półfinale 57. Konkursu Piosenki Eurowizji. Zdobyła 35 pkt, które zapewniły krajowi 16. miejsce i brak awansu do finału.

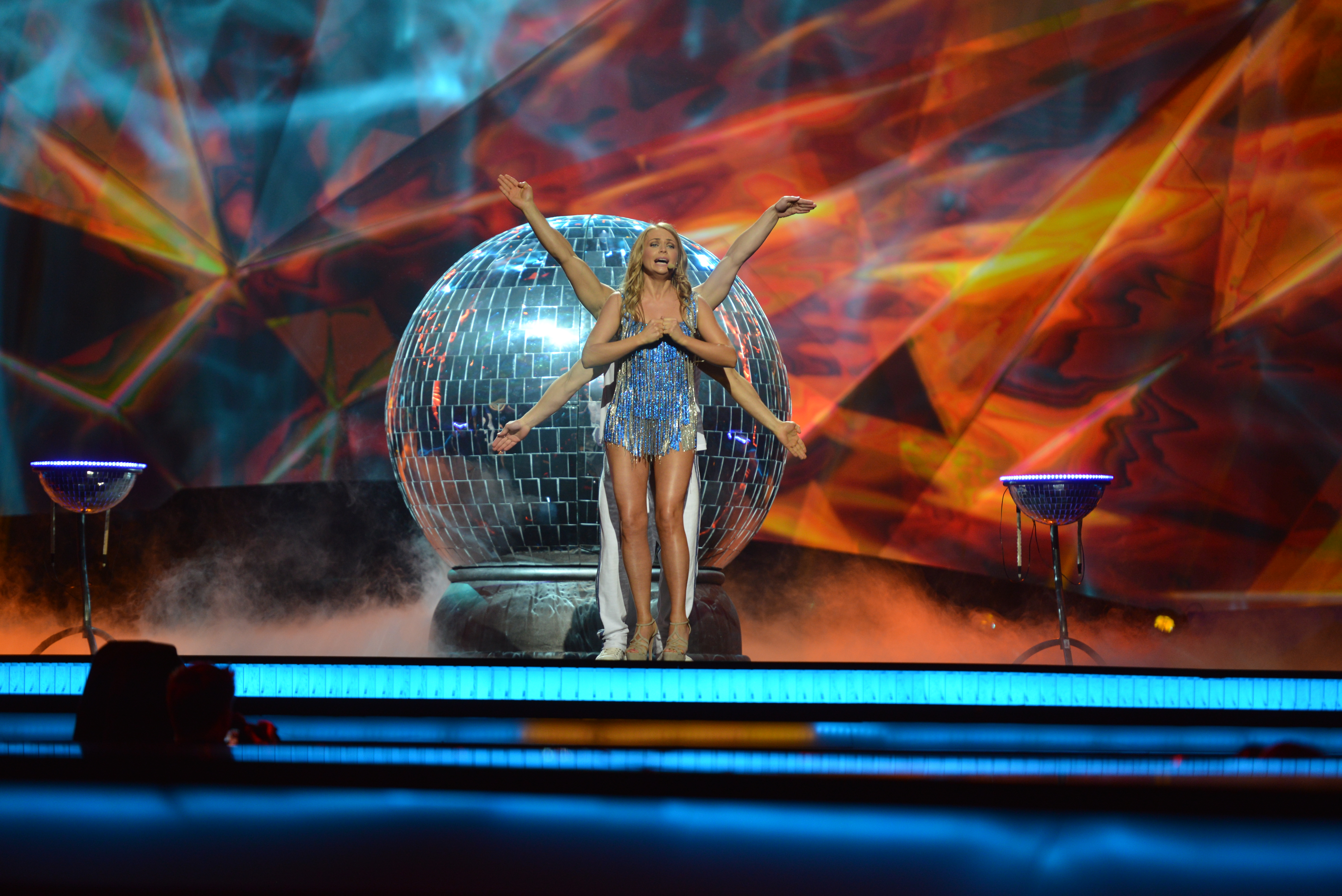
Alona Łanska podczas prób do pierwszego półfinału 58. Konkursu Piosenki Eurowizji w Malmö, maj 2013

W 2012 telewizja BTRC potwierdziła start w 58. Konkursie Piosenki Eurowizji oraz ogłosiła nowe zasady krajowych selekcji EuroFest. Telewizja nie zorganizowała rundy półfinałowej, a w finale selekcji wzięło udział 10 uczestników. Podobnie jak rok wcześniej, kilka miesięcy przed zakończeniem eliminacji pojawiły się pogłoski o ustawionym zwycięstwie Alony Łanskiej. 7 grudnia 2012 piosenkarka wygrała konkurs z utworem „Rhythm of Love”, zdobywając maksymalną liczbę 24 pkt. Na początku marca ogłosiła zmianę eurowizyjnej propozycji na „Solayoh” autorstwa Marka Paelincka i Martina Kinga. 14 maja 2013 wystąpiła z nią w pierwszym półfinale Eurowizji z jedenastym numerem startowym. Zakwalifikowała się do finału, zdobywając 60 pkt i 7. miejsce. W rundzie finałowej utwór zaprezentowany został jako ósmy. Łanska oceniona została na 48 pkt, które przełożyły się na 16. miejsce.

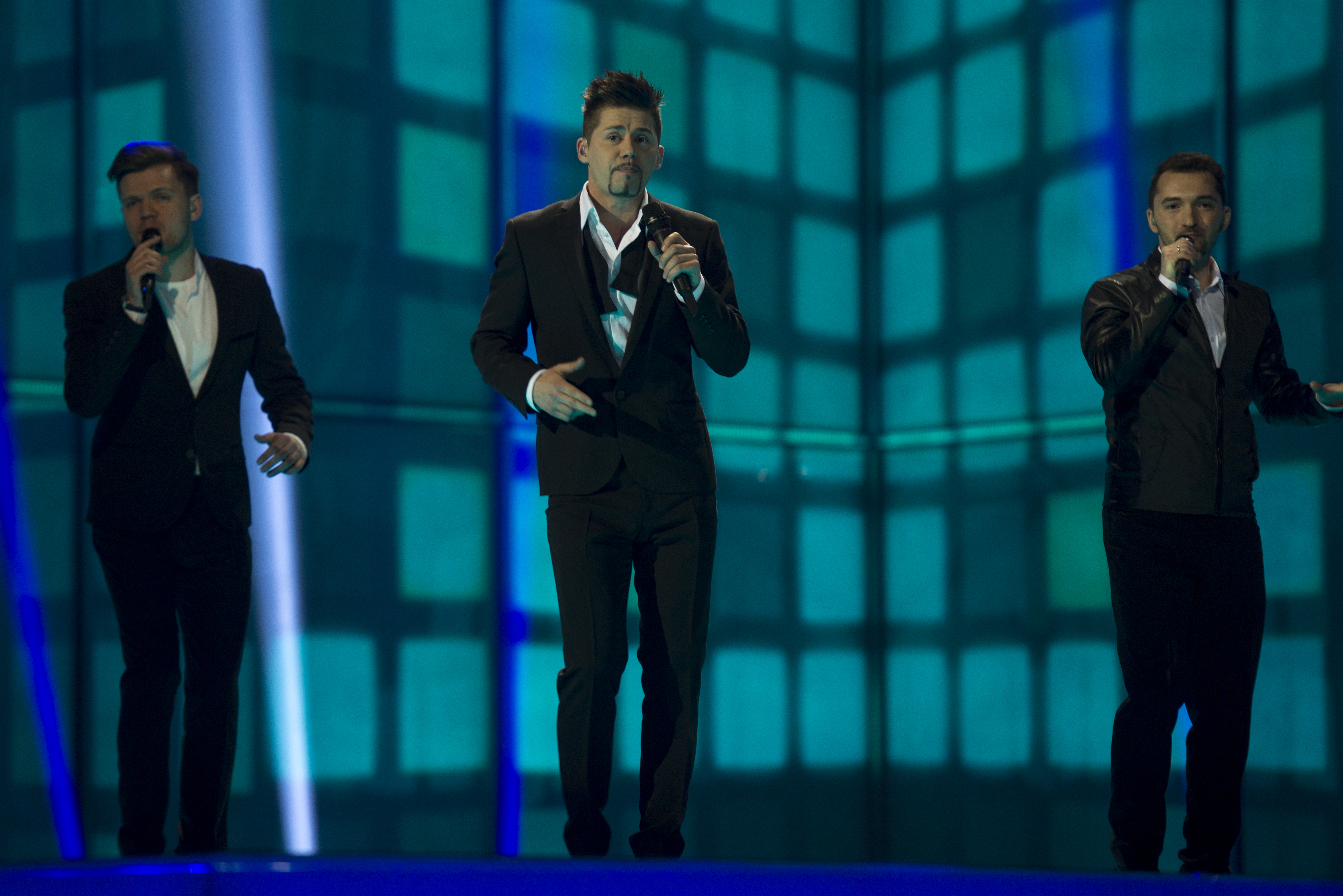
Teo podczas prób do występu w półfinale 59. Konkursu Piosenki Eurowizji w Kopenhadze, maj 2014

Na początku października 2013 telewizja BTRC potwierdziła udział w 59. Konkursie Piosenki Eurowizji. Finał krajowych selekcji odbył się 10 stycznia 2014 w Mińsku, wzięło w nim udział 15 uczestników. O zwycięzcy zdecydowali telewidzowie oraz jurorzy w stosunku głosów 50:50, którzy najwięcej głosów przyznali propozycji „Cheesecake” Jurija „Teo” Wasczuka. 8 maja wystąpił w drugim półfinale konkursu i zakwalifikował się do rundy finałowej, która odbyła się w sobotę, 10 maja. Zaprezentował się w nim jako drugi w kolejności i zajął 16. miejsce, zdobywając łącznie 40 pkt, w tym maksymalną notę 12 pkt od Rosji. Podczas występu towarzyszył mu chórek w składzie: Denis Lis, Artyom Akhmash and Jurij Sełezniow oraz tancerze: Aleksander Zalesski i Andriej Martynow. W skład krajowej komisji jurorskiej weszli: Vasil Rainčyk, Jaŭgen Aleinik, Wołga Ryžykawa, Aliaksandar Miaženny i Inna Adamovič.

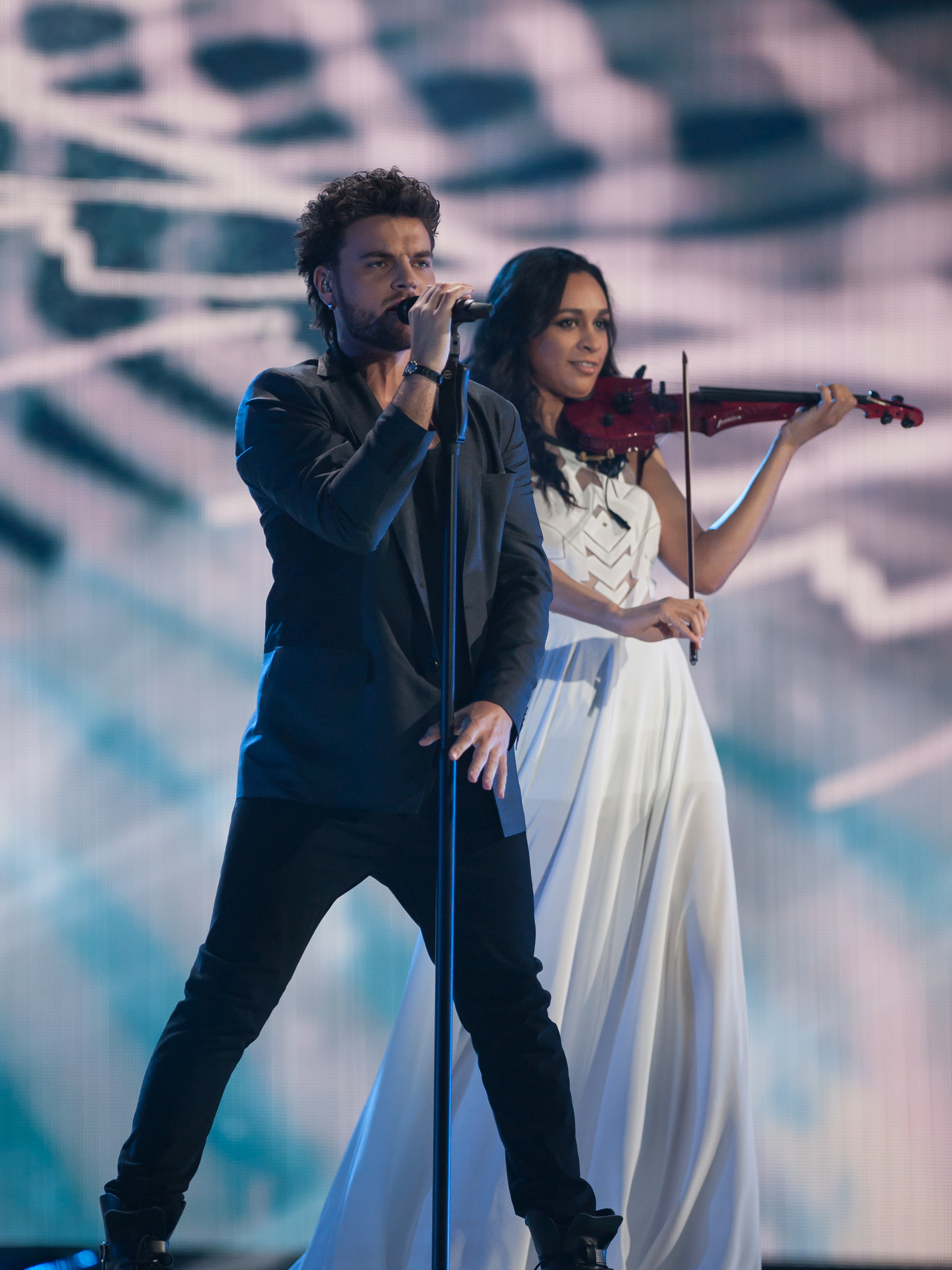
Uzari i Maimuna podczas prób do występu w 60. Konkursie Piosenki Eurowizji w Wiedniu, maj 2015

We wrześniu 2014 krajowy nadawca potwierdził udział w 60. Konkursie Piosenki Eurowizji, organizowanym w Wiedniu w 2015. Pod koniec października stacja rozpoczęła etap nadsyłania kandydatur przez potencjalnych artystów chcących reprezentować kraj w konkursie i poinformowała, że do finału eliminacji zakwalifikowanych zostanie 15 uczestników, którzy zmierzą się podczas konkursu zorganizowanego nie później, niż 25 stycznia 2015. W grudniu odbyły się przesłuchania wszystkich 89 kandydatów, w trakcie których oceniała ich komisja jurorska w składzie: Aleksander Tichonowicz (piosenkarz), Wasilij Rainczik (muzyk), Elena Treszczyńska (redaktor Radius FM), Eugen Popkowicz (producent stacji Biełaruś-1), Olga Ryżkowa (redaktor stacji Białaruś-1), Andriej Hołodyński (redaktor muzyczny Radio-Roks) i Marianna Drabowicz (przedstawicielka Departamentu Sztuki, minister Kultury Republiki Białorusi). Ostatecznie panel sędziowski zakwalifikował do stawki finałowej piętnastu najlepszych – ich zdaniem – wykonawców, którymi zostali: zespół Bieatrys, girls band Miłki, Gunesz, Żaniet, Alaksiej Hros, Daryja, Waleryja Sadouskaja, duet Uzari i Maimuna, Jana Buckiewicz i Muzzart, Napoli, Tasza Odi, Lis, Rostany, Wital' Waranko i Anastasija Małaszkie. W finale eliminacji rozgrywanym 26 grudnia w Mińsku największą liczbę głosów telewidzów i jurorów otrzymał duet Uzari i Maimuna, który za swoją propozycję „Time” otrzymał łącznie 76 pkt. Po wygraniu eliminacji wykonawcy zapowiedzieli dokonanie kilku zmian kosmetycznych w utworze. Nowa wersja piosenki została zaprezentowana premierowo pod koniec lutego 2015 podczas gali Triumph: Heroes of Sport. 19 maja duet wystąpił z jedenastym numerem startowym podczas pierwszego półfinału Konkursu Piosenki Eurowizji, jednak nie awansował do finału, zajmując 12. miejsce z 39 punktami, w tym 12 od Gruzji.

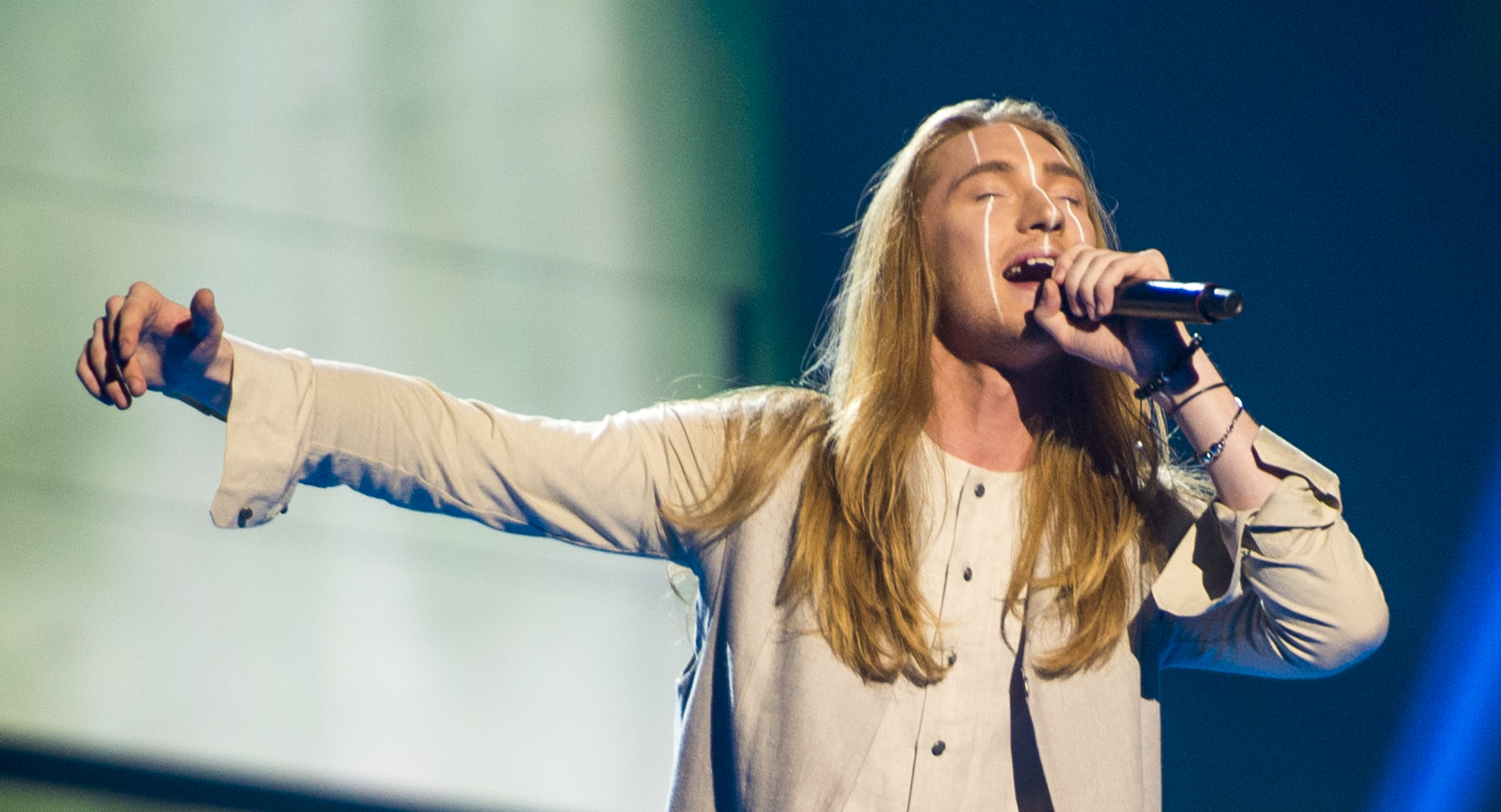
IVAN podczas występu w 61. Konkursie Piosenki Eurowizji w Sztokholmie, maj 2016

W lipcu 2015 krajowy nadawca potwierdził chęć udziału w 61. Konkursie Piosenki Eurowizji. Stacja wyraziła wówczas chęć promocji języka białoruskiego oraz zapowiedziała, że większą szansę na zakwalifikowanie się do stawki finałowej będą miały utwory wykonane w języku ojczystym. Zgłoszenia rozpoczęły się 23 października, a do siedziby nadawcy zgłoszono łącznie 84 propozycje. Wszyscy uczestnicy wzięli udział w przesłuchaniach jurorskich, podczas których specjalna komisja jurorska wybrała dziesięciu finalistów eliminacji, którymi zostali: Iwan, Aleksiej Gross, Anastasia Małaszkiewicz, Kirill Ermakow, Walerija Sadowska, Sasza Sacharik oraz zespoły Radiowolna, Navi, The Em i Napoli. W finale, który odbył się 22 stycznia 2016, o wyniku zdecydowali telewidzowie za pośrednictwem głosowania telefonicznego i SMS-owego. Największą liczbę łącznie 23 167 głosów telewidzów otrzymał Iwan za utwór „Help You Fly”, dzięki czemu został wybrany na reprezentanta Białorusi w 61. Konkursie Piosenki Eurowizji organizowanym w Sztokholmie. 12 maja wystąpił jako piąty w kolejności w drugim półfinale konkursu, w którym zajął 12. miejsce z 84 punktami, przez co nie awansował do finału.

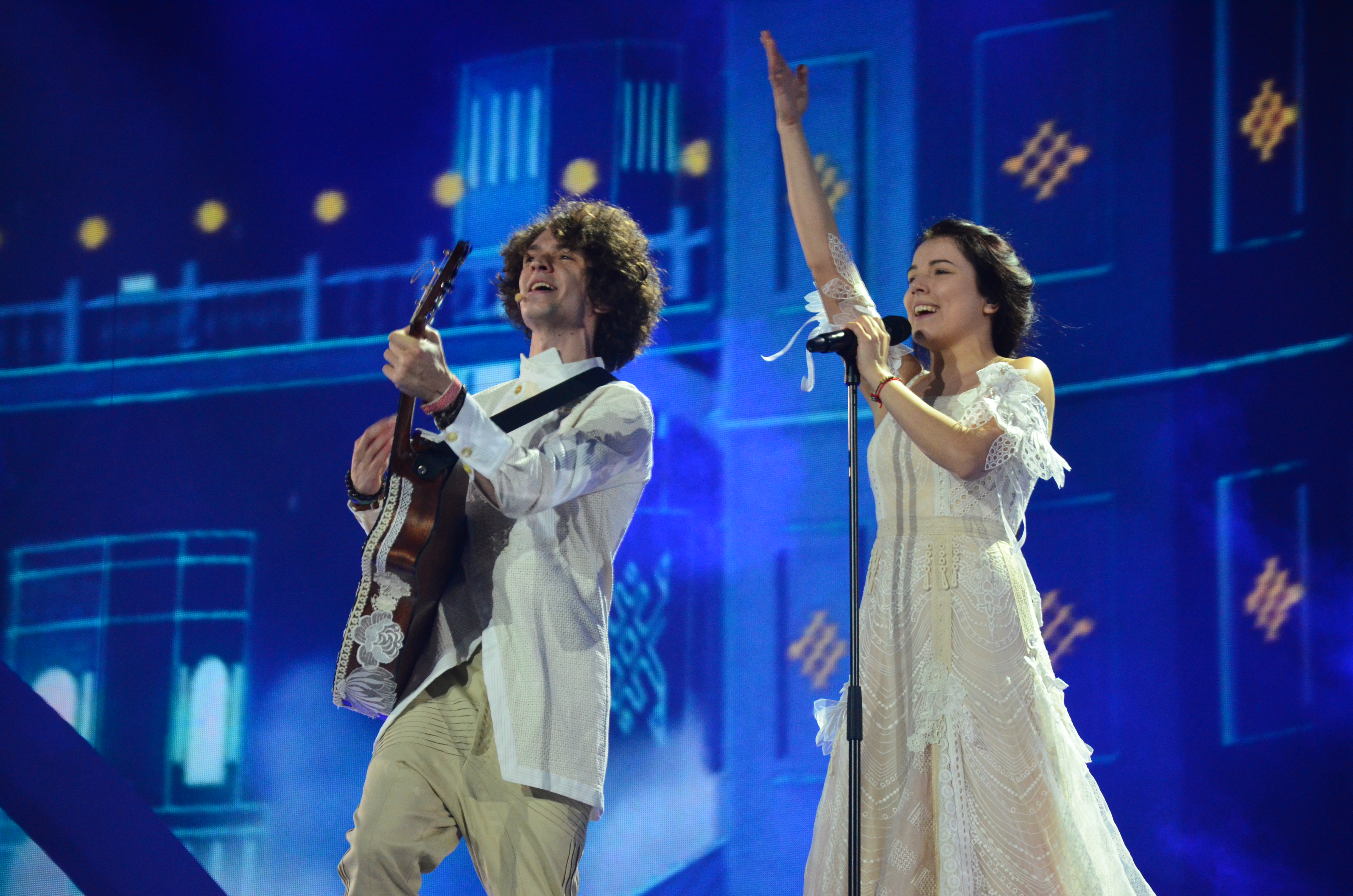
Zespół Navi podczas prób do występu w 62. Konkursie Piosenki Eurowizji w Kijowie, maj 2017

We wrześniu 2016 krajowy nadawca potwierdził chęć udziału w 62. Konkursie Piosenki Eurowizji. 29 listopada 2016 telewizja BTRC ogłosiła, że otrzymała 67 zgłoszeń do eliminacji. Następnego dnia ogłoszono listę 13 utworów zakwalifikowanych do finału selekcji. W finale wystąpili: July, Aleksandra Tkacz, Władisław Kurasow, Navi, Isaac Nightingale, Kattie, Nuteki, Napoli, Nikita Hodas, Anżelika Pusznowa, Anastasija Szewierienko, Lermont x Julic i PROwokacija. 20 stycznia 2017 odbył się finał krajowych eliminacji, który wygrał zespół Navi z utworem „Historyja majho życcia”, za który otrzymał łącznie 18 pkt, w tym 6 pkt od telewidzów i 12 pkt od komisji jurorskiej. Piosenka została tym samym pierwszym białoruskojęzycznym utworem w historii konkursu, choć jej tytuł zmieniono finalnie na „Story of My Life” celem ułatwienia komentatorom konkursowym jego wymowy. 11 maja reprezentanci wystąpili z czternastym numerem startowym w drugim półfinale konkursu i z dziewiątego miejsca awansowali do finału, rozgrywanego 13 maja. Wystąpili w nim jako trzeci w kolejności i uplasowali się na siedemnastym miejscu z 83 punktami na koncie, w tym 33 pkt od telewidzów (13. miejsce) i 50 pkt od jurorów (16. miejsce)

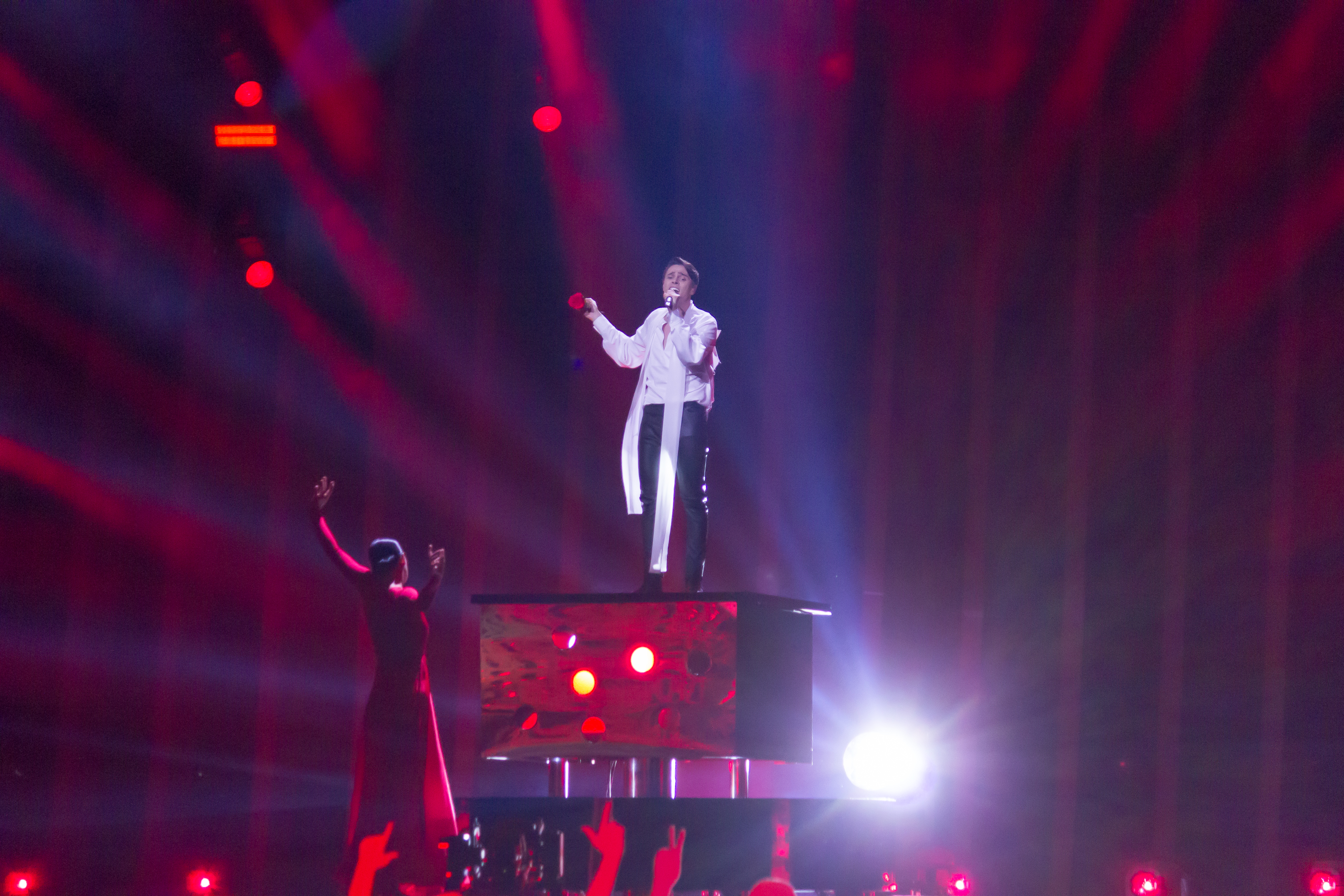
Alekseev podczas 63. Konkursu Piosenki Eurowizji (2018)

W lipcu 2017 białoruska telewizja potwierdziła udział w 63. Konkursie Piosenki Eurowizji, organizowanym w Lizbonie. W grudniu rozpoczęto przyjmowanie zgłoszeń do krajowych eliminacji, których finał zostanie rozegrany w lutym 2018. Nadesłano łącznie 95 zgłoszeń, spośród których zostali wybrani finaliści, którzy pomyślnie przeszli przesłuchania, organizowane 11 stycznia w 600 Meters Studio w Mińsku. Na liście znaleźli się: Adagio, Alen Hit, Alekseev, Sofi Lapina, Lexy, Napoli, Anastasija Małaszkiewicz, Gunesz, Kirill Good, Radiowolna i Szuma. Po ujawnieniu listy uczestników część z wykonawców (m.in. Napoli, Gunesz czy Kirill Good) zagroziła rezygnacją z występu w przypadku dopuszczenia do konkursu Alekseeva z utworem „Forever”, będącego anglojęzyczną wersją piosenki „Nawsiegda”, która została zaprezentowana publicznie na dwóch koncertach w maju 2017, czym narusza jeden z regulaminowych zapisów. Po wylosowaniu kolejności startowej występów z konkursu wycofała się natomiast Sofi Lapina. Menedżment Alekseeva tłumaczył, że nad spornymi utworami piosenkarza pracowały inni twórcy, a w przypadku jego wygranej w eliminacjach zostanie napisana do niego nowa piosenka. W trakcie krajowych selekcji w mediach pojawiły się publikacje, w których zwracano uwagę na łudzące podobieństwo piosenki „Forever” do utworu „Magic Tricks” (heb. קסמים) Gali Atari, a twórców utworu oskarżano o popełnienie plagiatu. 16 lutego rozegrany został finał eliminacji, które wygrał Alekseev z utworem „Forever”, zdobywając maksymalną liczbę 24 pkt w głosowaniu jurorów i telewidzów. Po finale eliminacji utwór doczekał się kilku nowych aranżacji. 8 maja wystąpił jako ósmy w kolejności w pierwszym półfinale konkursu, w którym zajął ostatecznie 16. miejsce z dorobkiem 65 pkt, przez co nie awansował do finału.

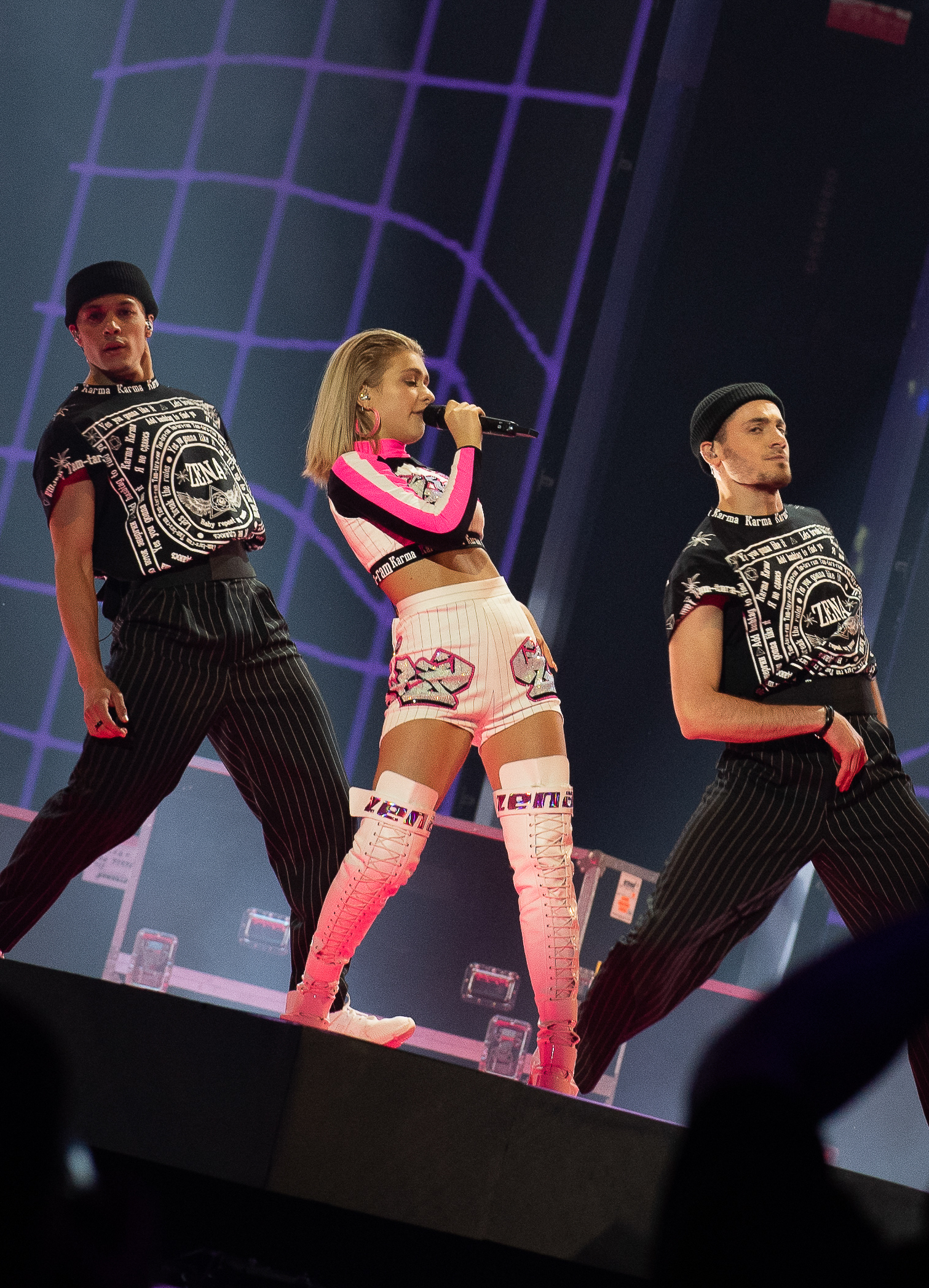
Zena podczas 64. Konkursu Piosenki Eurowizji (2019)

W 2019 białoruska telewizja potwierdziła udział w 64. Konkursie Piosenki Eurowizji, organizowanym w Tel Awiwie. 1 lutego ogłoszono że, do siedziby nadawcy zgłoszono łącznie 113 propozycji. Wszyscy uczestnicy wzięli udział w przesłuchaniach jurorskich, podczas których specjalna komisja jurorska wybrała dziesięciu finalistów eliminacji, którymi zostali Zena, Alona Gorbaczowa, Aura, BLGN i Mirex, Eva Kogan, KeySi, Michael Soul, Napoli, PROwokacija i Sebastian Roos. 7 marca finał eliminacji wygrała Zena z utworem „Like it”, zdobywając liczbę 69 pkt w głosowaniu jurorów. 14 maja reprezentantka wystąpiła z ósmym numerem startowym w pierwszym półfinale konkursu i z dziesiątego miejsca awansowała do finału, rozgrywanego 18 maja. Wystąpiła w nim jako 21. w kolejności i zajęła 24. miejsce po zdobyciu 31 pkt, w tym 13 pkt od telewidzów (23. miejsce) i 18 pkt od jurorów (22. miejsce).

### Lata 2020–2029
W sierpniu telewizja potwierdziła chęć udziału w 65. Konkursie Piosenki Eurowizji odbywającym się w Rotterdamie. W styczniu 2020 stacja rozpoczęła przyjmowanie zgłoszeń do krajowych eliminacji. 27 stycznia odbyły się przesłuchania wybranych uczestników, spośród których jurorzy wybrali 12 finalistów selekcji. W koncercie finałowym wystąpili: Anastasija Glamozda, Daria Chmielnicka, Julia Bykowa „Aura”, Waleryja Hrybusawa i Uładzisłau Paszkiewicz, Anżelika Pusznowa, Olga Szymańska, Sasza Zacharik, Jekatierina Smolska „KejSi”, Jan Jarosz–Fire, Anastasija Razwadowska, zespół Chakras (Olga Grigorjewa, Julia Janoczkina, Swietłana Kaufman) i Anastasija Wachomczik. 28 lutego 2020 odbył się finał eliminacji, w których – zdobywszy 10 pkt od widzów i 10 pkt od jury za utwór „Da widna”– zwyciężyli Hrybusawa i Paszkiewicz, występujący jako duet VAL. Mieli wystąpić w pierwszym półfinale konkursu, który planowany był na 12 maja, jednak 18 marca 2020 organizator konkursu poinformował o odwołaniu wydarzenia ze względu na pandemię COVID-19.
W 2020 potwierdzono, że duet nie wystąpi na przyszłorocznym konkursie ze względu na ich komentarze w sprawie krajowych protestów w związku z rzekomym sfałszowaniem wyborów prezydenckich. Wybrany wewnętrznie do reprezentowania kraju został zespół Galasy ZMesta z piosenką „Ja nauczu tiebia” nie przestrzegał zasad, przez co EBU dała nadawcy BTRC czas do końca marca na wysłanie utworu zgodnego z zasadami.
26 marca ogłoszono, iż drugi utwór zespołu „Pesnia pro zajcew” również nie spełniał zasad, przez co kraj został zdyskwalifikowany z konkursu.
W czerwcu 2022 szef Białoruskiej Państwowej Telewizji i Radia Igor Eismont przyznał, że piosenka „Ja nauczu tiebia” dedykowana jest Unii Europejskiej.

## Uczestnictwo
Białoruś uczestniczyła w Konkursie Piosenki Eurowizji od 2004 do 2020. Poniższa tabela uwzględnia nazwiska wszystkich białoruskich reprezentantów, tytuły konkursowych piosenek oraz wyniki w poszczególnych latach.
| Rok  | Artysta                 | Piosenka                            | Język      | Finał            | Finał            | Półfinał         | Półfinał         |
| Rok  | Artysta                 | Piosenka                            | Język      | Miejsce          | Punkty           | Miejsce          | Punkty           |
| ---- | ----------------------- | ----------------------------------- | ---------- | ---------------- | ---------------- | ---------------- | ---------------- |
| 2004 | Alaksandra i Kanstancin | „My Galileo”                        | angielski  | –                | –                | 19               | 10               |
| 2005 | Anżalika Ahurbasz       | „Love Me Tonight”                   | angielski  | –                | –                | 13               | 67               |
| 2006 | Palina Smoława          | „Mum”                               | angielski  | –                | –                | 22               | 10               |
| 2007 | Dzmitryj Kałdun         | „Work Your Magic”                   | angielski  | 6                | 145              | 4                | 176              |
| 2008 | Rusłan Alachno          | „Hasta la vista”                    | angielski  | –                | –                | 17               | 27               |
| 2009 | Piotr Jełfimau          | „Eyes That Never Lie”               | angielski  | –                | –                | 13               | 25               |
| 2010 | 3+2                     | „Butterflies”                       | angielski  | 24               | 18               | 9                | 59               |
| 2011 | Anastasija Winnikawa    | „I Love Belarus”                    | angielski  | –                | –                | 14               | 45               |
| 2012 | Litesound               | „We Are the Heroes”                 | angielski  | –                | –                | 16               | 35               |
| 2013 | Alona Łanska            | „Solayoh”                           | angielski  | 16               | 48               | 7                | 64               |
| 2014 | Teo                     | „Cheesecake”                        | angielski  | 16               | 43               | 5                | 87               |
| 2015 | Uzari i Maimuna         | „Time”                              | angielski  | –                | –                | 12               | 39               |
| 2016 | Iwan                    | „Help You Fly”                      | angielski  | –                | –                | 12               | 84               |
| 2017 | Navi                    | „Story Of My Life”                  | białoruski | 17               | 83               | 9                | 110              |
| 2018 | Alekseev                | „Forever”                           | angielski  | –                | –                | 16               | 65               |
| 2019 | Zena                    | „Like It”                           | angielski  | 24               | 31               | 10               | 122              |
| 2020 | VAL                     | „Da widna”                          | białoruski | Konkurs odwołany | Konkurs odwołany | Konkurs odwołany | Konkurs odwołany |
| 2021 | Galasy ZMesta           | „Ja nauczu tiebia (I’ll Teach You)” | rosyjski   | Dyskwalifikacja  | Dyskwalifikacja  | Dyskwalifikacja  | Dyskwalifikacja  |

## Historia głosowania w finale (2004-2019)
Poniższe tabele pokazują, którym krajom Białoruś przyznaje w finale najwięcej punktów oraz od których państw białoruscy reprezentanci otrzymują najwyższe noty.
| L.p. | Kraj        | Punkty |
| ---- | ----------- | ------ |
| 1    | Rosja       | 166    |
| 2    | Ukraina     | 126    |
| 3    | Azerbejdżan | 71     |
| 4    | Norwegia    | 66     |
| 5    | Szwecja     | 53     |

| L.p. | Kraj        | Punkty |
| ---- | ----------- | ------ |
| 1    | Ukraina     | 50     |
| 2    | Rosja       | 41     |
| 3    | Azerbejdżan | 32     |
| 4    | Gruzja      | 31     |
| 5    | Mołdawia    | 26     |